# 김병지 (1830년)
김병지(金炳地, 1830년 3월 13일~1881년 12월 11일)는 조선 후기의 문신으로 문과급제 후 철종실록 편찬에 참여하였으며, 도승지, 한성부판윤, 공조판서 등을 지냈다. 일본상인 및 일본거류민들의 경제자본침탈이 심해지자, 이를 조사하여 조정에 상세히 보고하였다. 자는 백령(伯寧), 시호는 효정(孝貞). 본관은 안동. 이조참판 김원근(金元根)의 아들이며, 대제학 증 영의정 김조순(金祖淳)의 손자. 순원숙황후 김씨의 조카이다.
1854년(철종 5) 정시문과(庭試文科)에 병과로 급제한 뒤 여러 벼슬을 거쳐 1863년 형조참판에 올랐다. 그해 12월 철종 서거후 흥선대원군이 집권하였으나 조정에 계속 머무르면서 64년부터는 《철종실록》 편찬에 참여하였다.
1867년 도승지로 중용되었고, 가자되어 한성부판윤에 임명되었으나 곧 공조판서로 옮겼으며 76년 수원부유수(水原府留守)로 전임되었다. 78년 함경도관찰사로 나아갔으며, 일본과 덕원부(德源府)의 원산항 개항문제를 덕원부사 김기수(金綺秀)와 함께 체결하였다. 이때 일본 자본의 침탈이 심해지자, 일본상인 및 일본거류민들에 의해 빚어지는 경제적 침투과정을 조사하여 조정에 상세히 보고하였다. 1881년 다시 한성부판윤으로 부임하였다.

## 가족 관계
- 고조부 : 증 의정부좌찬성 김달행(金達行)
  - 증조부 : 서흥부사 증 의정부영의정 김이중(金履中)
    - 할아버지 : 보국숭록대부 영돈령부사 양관대제학, 증 대광보국숭록대부 의정부영의정 영안부원군 김조순(金祖淳),
      - 아버지 : 이조참판 김원근(金元根)
        - 부인 : ?
          - 아들 : 김석규(金錫圭) - 생부 : 김병수(金炳洙)
          - 사위 : 서광범(徐光範)